# Marcin Jabłoński (zawodnik MMA)
Marcin Jabłoński (ur. 6 lipca 1992 w Olsztynie) – polski zawodnik mieszanych sztuk walki (MMA). Walczył dla takich organizacji jak: PLMMA, MCF, ACB, Celtic Gladiator oraz Babilon MMA. Aktualnie związany z federacją FEN, w której był pretendentem do pasa mistrzowskiego w wadze lekkiej. 

## Osiągnięcia

### Kick-boxing[3]
- 1. miejsce Mistrzostwa Polski K-1 WKF 2011, kat. 63,5 kg
- 2. miejsce Mistrzostwa Europy K-1 WKF 2011, kat. 63,5 kg
- 2. miejsce Mistrzostwa Europy Low kick WKF 2011, kat. 63,5 kg

- 1. miejsce Puchar Polski Północnej 2013, kat. 71 kg

### Mieszane sztuk walki[4]
- 1. miejsce Mistrzostwa Pomorza MMA 2012, kat. 67 kg
- 1. miejsce Mistrzostwa Polski Centralnej MMA 2012, kat. 67 kg
- 1. miejsce Mistrzostwa Pomorza MMA 2013, kat. 67 kg
- 1. Miejsce Mistrzostwa Polski Północnej 2013, kat. 67 kg
- 1. Miejsce Makroregionu Łódzkiego ALMMA 2014, kat. 73 kg full contact
- 3. Miejsce Akademickie Mistrzostwa Polski MMA 2014, kat. 73 kg full contact
- 1. Miejsce Puchar Warmii i Mazur 2014, kat. 73 kg full contact

### Brazylijskie jiu-jitsu
- 1. miejsce II Grand Prix Polski brazylijskiego ju jitsu 2015, kat. 76 kg, białe pasy
- 1. miejsce. 2 Rolling Spider Cup turniej brazylijskiego Jiu-Jitsu 2017, kat 76 kg, niebieskie pasy
- 1. miejsce Open Gi 2017. Gi & No Gi Jiu Jitsu, kat. 76 kg, niebieskie pasy
- 1. miejsce 13 Mistrzostwa Polski BJJ Poznań, kat. 76 kg, niebieskie pasy
- 1. miejsce Winter Open 2017 Gi & No-Gi Jiu Jitsu, kat. 76 kg, purpurowe pasy
- 3. miejsce Mistrzostwa Polski Ne-waza No-Gi, bez podziału na pasy
- 3. miejsce Puchar Polski No Gi, purpurowe pasy 2022[5]
- 1. miejsce XVIII Puchar Polski ADCC kat. 83 kg[6]
- 1. miejsce w Grand Prix IV Mistrzostwa Polski Służb Mundurowych w Gi i No-Gi 2024, kat. -79.5 kg, brązowe/czarne pasy[7]

## Lista zawodowych walk w MMA
| Wynik     | Bilans | Przeciwnik (bilans przed walką) | Rozstrzygnięcie                      | Runda | Czas | Rozgrywki                                                 | Data       | Miejsce              | Uwagi                                                                                 |
| --------- | ------ | ------------------------------- | ------------------------------------ | ----- | ---- | --------------------------------------------------------- | ---------- | -------------------- | ------------------------------------------------------------------------------------- |
| Wygrana   | 13-3   | Robson Lima (10-7)              | Poddanie (duszenie trójkątne rękoma) | 2     | 1:42 | Sharks Attack 5                                           | 10.05.2025 | Ostróda              | Main Event                                                                            |
| Przegrana | 12-3   | Damian Rzepecki (7-0)           | KO (lewy sierpowy)                   | 3     | 4:13 | FEN 57: Rzepecki vs. Jabłoński                            | 23.11.2024 | Piotrków Trybunalski | Pojedynek o pas mistrzowski FEN w wadze lekkiej. Main Event. Bonus za walkę wieczoru. |
| Wygrana   | 12-2   | Iwan Wułczin (11-5)             | Poddanie (duszenie trójkątne rękoma) | 2     | 4:40 | Babilon MMA 32: Rusiński vs. Siwiec                       | 11.11.2022 | Radom                | Co-Main Event                                                                         |
| Wygrana   | 11-2   | Maksym Paszkow (14-6)           | Poddanie (duszenie trójkątne rękoma) | 2     | 2:53 | Professional Fighter League Storm: Fighting Night Storm 2 | 18.12.2021 | Krzemieńczuk         |                                                                                       |
| Wygrana   | 10-2   | Alan Langer (11-7)              | Poddanie (duszenie zza pleców)       | 3     | 1:10 | Babilon MMA 22: Błeszyński vs. Wawrzyniak                 | 21.05.2021 | Warszawa             |                                                                                       |
| Wygrana   | 9-2    | Paata Tsxapelia (13-5)          | Decyzja (niejednogłośna)             | 3     | 5:00 | Babilon MMA 18: Revenge                                   | 27.11.2020 | Łódź                 |                                                                                       |
| Wygrana   | 8-2    | Adam Brzezowski (7-4)           | Decyzja (jednogłośna)                | 3     | 5:00 | Babilon MMA 14: Live in Studio                            | 26.06.2020 | Radom                |                                                                                       |
| Wygrana   | 7-2    | Kacper Bróździak (3-0)          | Poddanie (duszenie trójkątne rękoma) | 1     | 4:43 | Celtic Gladiator 26                                       | 13.12.2019 | Olsztyn              |                                                                                       |
| Wygrana   | 6-2    | Aleksandr Grebnew (3-1)         | Decyzja (niejednogłośna)             | 3     | 5:00 | Eagles FC 11: Barbarosa vs. Mircea                        | 16.02.2019 | Kiszyniów            | Powrót do wagi lekkiej.                                                               |
| Wygrana   | 5-2    | Roberto Pastuch (6-4)           | Decyzja (jednogłośna)                | 3     | 5:00 | Tosan Martial Arts Center – Tosan Fight Night             | 15.09.2018 | Wiedeń               | Limit umowny -?? kg.                                                                  |
| Wygrana   | 4-2    | Gheorghe Panfilii (2-4)         | Decyzja (jednogłośna)                | 3     | 5:00 | Eagles FC 8                                               | 10.02.2018 | Kiszyniów            |                                                                                       |
| Przegrana | 3-2    | Armen Stepanjan (3-1)           | TKO (ciosy pięściami)                | 1     | 0:32 | ACB 46: Olsztyński Legion                                 | 24.09.2016 | Olsztyn              | Walka w wadze piórkowej.                                                              |
| Przegrana | 3-1    | Gracjan Szadziński (3-1)        | TKO (ciosy pięściami)                | 1     | 4:43 | XCage 9: PLMMA 65 / AFC 10                                | 09.04.2016 | Toruń                |                                                                                       |
| Wygrana   | 3-0    | Jakub Martys (2-0)              | Decyzja (jednogłośna)                | 3     | 5:00 | Madness Cage Fighting 1: Prologue                         | 22.08.2015 | Puławy               | Limit umowny -68 kg.                                                                  |
| Wygrana   | 2-0    | Adrian Błoński (0-0)            | Poddanie (duszenie trójkątne nogami) | 1     | 1:47 | PLMMA 53: Giżycko                                         | 28.03.2015 | Giżycko              | Walka w wadze piórkowej.                                                              |
| Wygrana   | 1-0    | Damian Zorczykowski (0-0)       | Poddanie (duszenie anaconda)         | 1     | 1:11 | Champions MMA 1                                           | 14.11.2014 | Milicz               | Debiut zawodowy w wadze lekkiej.                                                      |

## Lista walk w kick-boxingu
| Wynik   | Bilans | Przeciwnik    | Rozstrzygniecie        | Runda | Rozgrywki             | Data       | Miejsce | Uwagi        |
| ------- | ------ | ------------- | ---------------------- | ----- | --------------------- | ---------- | ------- | ------------ |
| Wygrana | 1-0    | Michał Rapcan | TKO (niskie kopniecie) | 3     | Wenglorz Fight Cup II | 21.10.2011 | Olsztyn | Formuła K-1. |